# Blatnica (district de Martin)
Pour les articles homonymes, voir Blatnica.
Blatnica (hongrois : Blatnica) est un village de Slovaquie situé dans la région de Žilina.

## Histoire
La première mention écrite du village date de 1120.

## Démographie

### Évolution de la population
| Année:               | 1994. | 2004.   | 2014.   | 2024.    |
| -------------------- | ----- | ------- | ------- | -------- |
| Nombre de personnes: | 856   | 875     | 911     | 1074     |
| Différence:          |       | +2,21 % | +4,11 % | +17,89 % |

| Année:               | 2023. | 2024.   |
| -------------------- | ----- | ------- |
| Nombre de personnes: | 1081  | 1074    |
| Différence:          |       | -0,64 % |